# Zvezdelina Stankova
Pour les articles homonymes, voir Stankova.
Zvezdelina Entcheva Stankova (bulgare : Звезделина Енчева Станкова ; née le 15 septembre 1969) est une mathématicienne bulgare, professeure de mathématiques au Mills College et professeure à l’Université de Californie à Berkeley, fondatrice du Berkeley Math Circle et experte en énumération combinatoire (en) de permutations à motifs interdits.

## Biographie
Stankova est née à Roussé, en Bulgarie. Elle a commencé à fréquenter le cercle mathématique (en) de Roussé en tant qu'étudiante de cinquième année en Bulgarie. La même année, elle apprend à résoudre le Rubik's Cube et commence à gagner des concours régionaux de mathématiques. Elle a ensuite écrit à propos de cette expérience que « si je n'avais pas été membre du Ruse SMC, je ne serais pas en mesure d'accomplir de telles contributions en profondeur en mathématiques ». Elle est devenue étudiante dans un lycée d'élite de langue anglaise et a participé à l’équipe bulgare aux Olympiades internationales de mathématiques en 1987 et 1988, remportant des médailles d’argent,. Elle entre à l'université de Sofia mais en 1989, alors que le rideau de fer tombe, elle devient l'un des 15 étudiants bulgares sélectionnés pour se rendre aux États-Unis afin de terminer leurs études.
Stankova étudie au Bryn Mawr College, où elle obtient un baccalauréat et une maîtrise en 1992 avec comme mentor Rhonda Hughes. Pendant ses études de premier cycle, elle participe à un programme de recherche d'été avec Joseph Gallian à l'Université du Minnesota à Duluth, ce qui lui a permis de commencer à s'intéresser aux modèles de permutation. Ensuite, elle part à l’Université Harvard pour ses études de doctorat et y obtient un doctorat en 1997; sa thèse, intitulée Moduli of Trigonal Curves, a été supervisée par Joe Harris.
Elle travaille à l'Université de Californie à Berkeley en tant que professeur adjoint Morrey de mathématiques avant de rejoindre la faculté du Mills College en 1999 et continue d'enseigner un cours annuel en tant que professeur invité à Berkeley,. Elle siège également au conseil consultatif de la Proof School (en) à San Francisco.

## Travaux
En théorie des modèles de permutation, Stankova est connue pour avoir prouvé que les permutations avec le modèle interdit 1342 sont équivalentes aux permutations avec le modèle interdit 2413, étape importante dans l'énumération des permutations évitant un modèle de longueur 4,. Son expertise concerne l'énumération combinatoire (en) de permutations à motifs interdits
En 1998, elle est devenue fondatrice et directrice du cercle mathématique (en) de Berkeley (Berkeley Math Circle), un programme d’enrichissement en mathématiques après l’école que Stankova a calqué sur ses premières expériences dans l’apprentissage des mathématiques en Bulgarie,,,. Le cercle de Berkeley n'était que le deuxième cercle de mathématiques aux États-Unis (après un premier à Boston). Après son succès, plus de 100 autres cercles ont été créés et Stankova a contribué à la formation de nombre d'entre eux. Avec Tom Rike, elle est coéditrice de deux ouvrages sur son travail avec le Berkeley Math Circle, Une décennie du cercle mathématique de Berkeley: l’expérience américaine (Vol. I, 2008, vol. II, 2014).
Également en 1998, elle a fondé l’Olympiade mathématique Bay Area. Pendant six ans, elle a entraîné l'équipe américaine aux Olympiades internationales de mathématiques,.
Depuis 2013, elle a figuré dans plusieurs vidéos de la chaîne YouTube "Numberphile" sur le thème des mathématiques.

## Prix et distinctions
En 1992, Stankova remporte le prix Alice T. Schafer de l’Association for Women in Mathematics pour ses recherches de premier cycle en modèles de permutation,. En 2004, elle est devenue l'un des deux premiers lauréats du Prix Henry L. Alder pour un enseignement distingué par un membre du corps professoral d'un collège débutant ou d'une université. En 2011, Stankova est lauréate du prix Deborah et Franklin Tepper Haimo pour un enseignement distingué dans les collèges et universités, décerné par la Mathematical Association of America « pour son travail exceptionnel dans les domaines de l'enseignement, du mentorat et de l'inspiration des étudiants à tous les niveaux, ainsi que pour la direction du développement des Cercles mathématiques et la promotion de la participation aux concours de mathématiques »,,. De 2009 à 2012, elle a été professeure de mathématiques Frederick A. Rice à Mills.

## Publications
- Zvezdelina Stankova et Tom Rike, A decade of the Berkeley Math Circle : the American experience, Mathematical Sciences Research Institute, 2008 (ISBN 978-0-8218-4683-4, OCLC 233798906)
- Zvezdelina Stankova et Tom Rike, A decade of the Berkeley Math Circle : the American experience, vol. II, Mathematical Sciences Research Institute, 2015 (ISBN 978-0-8218-4912-5, OCLC 979995781)